# 垣内重恕
垣内 重恕（かきうち しげ？）は江戸時代中期の豪農。紀伊国有田郡栖原村垣内太郎兵衛家第7代。

## 生涯
享保2年（1717年）紀伊国栖原垣内家第6代垣内繁福の三男として生まれた。幼名は三九郎で、後に弥市と改めた。兄2人が夭逝したため家督を継ぎ、太郎兵衛（弥太郎兵衛）と称し、父に従い江戸の店舗に勤務した。
享保20年（1735年）父が死去すると、家業は弟垣内繁安に任せて帰郷し、山で狩りを楽しんだ。房総半島近海の漁業が衰退し、商業も不振となると、先祖垣内武行に倣って農業を再興し、吉川村に山林藪沢を購入して蜜柑・綿花を栽培し、叔父垣内嘉広とも協力して家業を立て直した。老後、重兵衛（十兵衛）と改称した。
天明8年（1788年）2月23日72歳で死去し、施無畏寺に葬られ、了順居士の法号を与えられ、甥垣内忠質の依頼による亀田鵬斎撰・書の墓碑が建てられた。子がなかったため、弟繁安が跡を継いだ。

## 人物
温厚で人と争わず、酒・絃・謡曲を好んだ。

## 親族
- 父：垣内繁福（第6代太郎兵衛、了玄）
- 母：妙誓 - 北畠佐次右衛門娘[6]。
  - 弟：善蔵[7]
  - 弟：垣内繁安（第8代太郎兵衛、義同）
  - 姉妹：須賀 - 堂茂右衛門妻[8]。
  - 姉妹：妙蓮 - 久保忠助妻[8]。
- 妻：妙喜 - 垣内太次右衛門娘[6]。
  - 娘：妙空 - 北畠茂兵衛（仲温[3]）妻[8]。